# Lawrence Okoye
Pour les articles homonymes, voir Okoye.
Lawrence Okoye (né le 6 octobre 1991 à Croydon) est un athlète britannique spécialiste du lancer du disque.

## Carrière
Il se distingue le 9 juillet 2011 à Londres en établissant, à l'âge de dix-neuf ans, un nouveau record du Royaume-Uni du lancer du disque avec 67,63 m, améliorant de 99 centimètres l'ancienne meilleure marque nationale détenue depuis 1998 par son compatriote Perris Wilkins. Deux semaines plus tard, Lawrence Okoye remporte le titre des Championnats d'Europe espoirs d'Ostrava avec la marque de 60,70 m.
Le 19 mai 2012, il porte son record personnel et national à 68,24 m.
Il subit un échec lors des Jeux olympiques de 2012 où il termine 12e de la finale, et met alors un terme à sa carrière sportive.
En juillet 2019, il est annoncé à la surprise générale pour le Meeting de Londres. Il y effectue en effet un retour après 7 ans d'arrêt, et termine avec un seul jet valide sur trois à 60,80 m, performance très encourageante.
En 2020, il reprend la compétition avec un jet à 63,03 m en Allemagne, avant de l'améliorer avec 65,15 m.

## Carrière NFL
Il a été signé en tant qu'agent libre par les San Francisco 49ers le 28 avril 2013 . Cela marque pour lui le début d'une carrière en NFL ou au moins d'un projet compte tenu de son potentiel athlétique compensant son manque de technique. Il devrait jouer au poste de Defensive End. Il est important de noter que Lawrence n'a jamais joué au football américain avant et qu'il a découvert l'équipement.

## Palmarès
| Date | Compétition                   | Lieu       | Résultat | Marque  |
| ---- | ----------------------------- | ---------- | -------- | ------- |
| 2010 | Championnats du monde juniors | Moncton    | 6e       | 59,77 m |
| 2011 | Championnats d'Europe espoirs | Ostrava    | 1er      | 60,70 m |
| 2012 | Championnats d'Europe         | Helsinki   | 11e      | 60,06 m |
| 2012 | Jeux olympiques               | Londres    | 12e      | 61,03 m |
| 2022 | Jeux du Commonwealth          | Birmingham | 2e       | 64,99 m |
| 2022 | Championnats d'Europe         | Munich     | 3e       | 67,14 m |

## Records
| Épreuve          | Marque       | Lieu  | Date        |
| ---------------- | ------------ | ----- | ----------- |
| Lancer du disque | 68,24 m (NR) | Halle | 19 mai 2012 |